# 努阿帕特纳
努阿帕特纳（Nuapatna），是印度奥里萨邦Cuttack县的一个城镇。总人口7846（2001年）。

## 人口
该地2001年总人口7846人，其中男性4084人，女性3762人；0—6岁人口1113人，其中男576人，女537人；识字率65.04%，其中男性为74.71%，女性为54.55%。